# Autumn Song (Mose Allison)
| Recensione | Giudizio |
| ---------- | -------- |
| AllMusic   | [ 1 ]    |

Autumn Song è un album discografico del pianista e cantante jazz statunitense Mose Allison, pubblicato dalla casa discografica Prestige Records nei primi mesi del 1961 .

## Tracce
Lato A
1. Promenade – 4:08 (Mose Allison)
2. Eyesight to the Blind – 1:40 (Sunny Boy Williamson)
3. It's Crazy – 3:37 (Dorothy Fields, Richard Rodgers)
4. That's All Right – 2:26 (Jimmy Rogers)
5. Devil in the Cane Field – 4:01 (Mose Allison)

Lato B
1. Strange – 3:05 (John Latouche, Matthew Fisher)
2. Autumn Song – 3:39 (Mose Allison)
3. Do Nothing 'Til You Hear from Me – 3:10 (Sidney Bob Russell, Duke Ellington)
4. Spires – 3:02 (Mose Allison)
5. Groovin' High – 5:39 (Gill and Stone)

## Musicisti
- Mose Allison - pianoforte
- Mose Allison - voce (brani: Eyesight to the Blind, That's All Right e Do Nothing 'Til You Hear from Me)
- Addison Farmer - contrabbasso
- Ronnie Free - batteria

Note aggiuntive
- Esmond Edwards - produttore
- Registrazioni effettuate il 13 febbraio 1959 al Van Gelder Studio di Hackensack, New Jersey (Stati Uniti)
- Rudy Van Gelder - ingegnere delle registrazioni[6]
- Joe Goldberg - note retrocopertina album[7]